# 1436
1436 (MCDXXXVI) je bilo prestopno leto, ki se je po julijanskem koledarju začelo na nedeljo.

## Dogodki
- 30. november - Celjski grofje povzdignjeni v državne kneze.
- utrakvisti priznajo Sigismunda Luksemburškega za češkega kralja.

## Rojstva
- 6. junij - Regiomontan (Johannes Müller), nemški matematik, astronom († 1476)

## Smrti
- Dorotea Bocchi, italijanska (bolognjska) zdravnica in filozofinja (* 1360)